# Provinz Puno
Die Provinz Puno gehört zur Verwaltungsregion Puno und liegt im Süden von Peru. Sie besitzt eine Fläche von 11.497 km². Bei der Volkszählung 2017 wurden in der Provinz 219.494 Einwohner gezählt. 10 Jahre zuvor lag die Einwohnerzahl bei 229.236. Verwaltungssitz ist Puno.

## Geographische Lage
Die Provinz Puno liegt im Südwesten der Region Puno, am Südwestufer des Titicacasees und erstreckt sich über das aride Andenhochland westlich des Sees. Im Süden reicht die Provinz bis an die peruanische Westkordillere. Dort erhebt sich der 5344 m hohe Berg Cerro San Miguel. Die maximale Längsausdehnung in Nord-Süd-Richtung beträgt etwa 127 km. 
Im Südosten grenzt die Provinz Puno an die Provinz El Collao, im Südwesten an die Region Moquegua, im Norden an die Provinz San Román sowie im äußersten Norden an die Provinz Huancané.

## Verwaltungsgliederung
Die Provinz Puno besteht aus den folgenden 15 Distrikten. Der Distrikt Puno ist Sitz der Provinzverwaltung.
| Distrikt    | Verwaltungssitz |
| ----------- | --------------- |
| Acora       | Ácora           |
| Amantaní    | Amantaní        |
| Atuncolla   | Atuncolla       |
| Capachica   | Capachica       |
| Chucuito    | Chucuito        |
| Coata       | Coata           |
| Huata       | Huata           |
| Mañazo      | Mañazo          |
| Paucarcolla | Paucarcolla     |
| Pichacani   | Laraqueri       |
| Platería    | Platería        |
| Puno        | Puno            |
| San Antonio | Juncal          |
| Tiquillaca  | Tiquillaca      |
| Vilque      | Vilque          |